# Сенявка (Згожелецький повіт)
Сенявка (пол. Sieniawka, нім. Kleinschönau) — село в Польщі, у гміні Богатиня Згожелецького повіту Нижньосілезького воєводства.
Населення — 1065 осіб (2011).
У 1975-1998 роках село належало до Єленьогурського воєводства.

## Демографія
Демографічна структура станом на 31 березня 2011 року:
|          | Загалом | Допрацездатний вік | Працездатний вік | Постпрацездатний вік |
| -------- | ------- | ------------------ | ---------------- | -------------------- |
| Чоловіки | 524     | 118                | 365              | 41                   |
| Жінки    | 541     | 97                 | 325              | 119                  |
| Разом    | 1065    | 215                | 690              | 160                  |